# Roostenbergbrug
De Roostenbergbrug is een brug over de Dijle in de stad Mechelen. De brug is onderdeel van de R12 ring rond Mechelen, aan de oostkant, bij de Zandpoortvest en het Raghenoplein. De brug heeft een overspanning van 7,25 m over de Dijle, maar is ruim 100 m breed. Eigenlijk stroomt de Dijle door een koker onder de ring door.

## Geschiedenis
In 1870 werd een ijzeren brug gebouwd over de Dijle. In 1979 werd deze vervangen door de huidige betonnen constructie.
Aansluitend op deze brug langs de oostzijde (naar de spoorlijnen toe) bevond er zich een parking bovenop de Dijle. Hierdoor had de brug niet het uitzicht van een brug omdat de brug en parking op het maaiveld lagen en in elkaar overgingen. Deze parking werd in 2018-2019 afgebroken om de Dijle weer zichtbaar te maken en om plaats te maken voor "Dijleterrassen" (Alice Nahonplein), ingehuldigd in mei 2019.
Battelbrug · Colomabrug · Fonteinbrug · Heffenbrug · Hoogbrug · Katelijnepoortbrug · Koepoortbrug · Kraanbrug · Minderbroedersbrug · Nekkerspoelbrug · Plaisancebrug · Roostenbergbrug · Van Kesbeeckbrug · Walembrug · Winketbrug · Withuisbrug · Zennegatsluisbrug